# Szentpéterfölde
Szentpéterfölde község zsáktelepülés Zala vármegyében, a Zalaegerszegi járásban, a Zalai-dombság területén, a Göcsejben.

## Fekvése
Szentpéterfölde és környéke tájföldrajzi értelemben a Nyugat-Zalai dombság két kistája, a Dél-Göcseji-dombság és az Észak-Göcseji-dombság határán fekszik, erdőkkel ölelt festői környezetben. Zsáktelepülésnek tekinthető, közúton ugyanis csak Bak–Páka közti 7543-as útból Gutorfölde határában kiágazó 75 141-es úton érhető el.
A megyeszékhely, Zalaegerszeg valamint Szlovénia egyaránt körülbelül 30-35 kilométerre található, északi illetve nyugati irányban. A szomszédos ország Rédics határátkelőhelyen keresztül közelíthető meg a leggyorsabban. A Balaton 57 kilométerre fekszik a községtől.
A szomszédos települések: északról Gutorfölde, északkeletről Pusztaederics, délkeletről Bánokszentgyörgy, míg nyugatról Pördefölde.

## Története

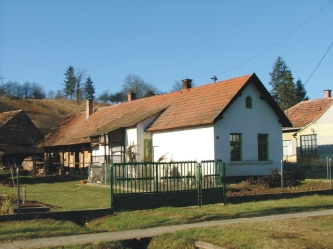

A település neve a falu templomának védőszentjét jelölő Szent Péternek és a birtokos személyragos föld főnévnek összetételéből származik.
Szentpéterfölde első ismert okleveles említése 1389-ből való. Ekkor az Ákos nemzetség-beli Mikcs mester lányát, Sárát iktatták be az itteni és egyéb környékbeli birtokokba. A Hegyesdi váruradalomhoz tartozó falut az uradalommal együtt 1426-ban Sára unokája, Herczeg Péter Anna nevű lánya kezén találjuk. Anna első férje Szécsényi Frank László volt, az oklevél keletkezésének időpontjában pedig már Perényi Péter özvegye. 1454-ben Őszi Zsigmondot iktatták be a Perényi Péter kezén levő birtokok felébe, így Szentpéterfölde felébe is. Nem tudni, hogy rokonság vagy zálog jogán szálltak-e rá a birtokrészek. Ennek az Őszi Zsigmond fia Györgynek magva szakadt és birtokát Bánfi Miklós és Jakab kérték fel s kapták meg 1472-ben. Zsigmond özvegyének, Katának – aki akkor már Jári Barócz Márton felesége volt – 1473-ban a Bánfiak fizették ki elhalt ura javaiból járó hitbérét, majd a következő évben kiegyezve Barócznéval teljesen megszerezték birtokát, amit a Lenti váruradalomhoz csatoltak.
1524-ben Bánfi János birtokrészén 7 fél, 4 negyed és 1 háromnegyed telket írtak össze. Ebben az időben egy birtokigazgatási kerület (villicatus) központjának mondják, és malma is volt. 1545-ben Háshágyi Ferenc embereivel végigrabolta a Bánfiak környékbeli birtokait, köztük Szentpéterföldét is.
1548-ban már Ortaházával és két Lakosa nevű helységgel fogták egybe a rovásadó összeírásban. A négy településen összesen 14,5 telket írtak össze. 1549-ben arról értesülünk, hogy a Czigány családnak is voltak részei Szentpéterföldén, amelyeket a Bánfiak még 1526 táján foglaltak el, és amely ügy 1565-ben zárult úgy, hogy a Bánfiaké lettek a birtokrészek. A török időkben a lakosság lélekszáma fogyott, a rovásadó összeírások adatai szerint. 1573-ban nem adózott a falu, és 1576-ban azt jegyezték fel az adóbehajtók, hogy a törökök teljesen elpusztították a települést. Így maradt ez több mint száz éven keresztül. Csak a 17–18. század fordulóján telepedtek meg újra lakosok Szentpéterföldén. A településnek neve alapján kellett hogy legyen temploma, ennek nyomát azonban az írott forrásokban eddig nem találni.

### Elpusztult település a határban

#### Dicze
A név eredete nem tisztázott.
1381-ben találkozunk vele először a Hahót nembeli Miklós mester fiainak osztálya alkalmával. Elég nagy hely volt, mert 16 lakott és 8 puszta telek volt itt. A későbbiek folyamán a Hahót nemzetség egyik leszármazott családja, a Bánfiak kezén találjuk a falut. Az Alsólendvai-váruradalomhoz tartozó Szemenye mezőváros tartozéka volt. 1524-ben Bánffy János részén 2 fél és 3 negyed és 3 puszta (lakatlan) negyed telket jegyeztek fel, és több malom is volt határában.
1549-ben már Bunya, Szilvágy és Szentmihály (szintén elpusztult középkori) településekkel együtt vették fel az adólajstromba. A négy faluban együttesen írtak össze 10,5 telket. 1590-ben, a Bánfiak és a Nádasdiak közötti osztozkodás alkalmával Diczét pusztaként említik. Többé már nem telepítették újra. Feltehetően egyike lehetett azoknak a 13. század második felétől kezdve telepített kis irtásfalvaknak, amelyek a kedvezőtlen földrajzi fekvés (erdők között, a főbb közlekedési útvonalaktól távol) és talajviszonyok (a kiirtott erdő helyén a vékony termőtalaj hamar kimerült) következtében fokozatosan elnéptelenedtek. A 16–17. század fordulóján, a környéket ért háborús dúlások csak a végső lökést adták meg a teljes pusztuláshoz: utána már nem volt érdemes újjáépíteni, megmaradt lakói beköltöztek a környező nagyobb településekre, a falu helyét az erdő fokozatosan ismét visszahódította. Emlékét a Dice- összetételű földrajzi nevek őrzik Szentpéterfölde, és kisebb részben Várfölde határában. A falu egykori helyét pontosan meghatározni csak szisztematikus terepbejárással lehetne.
A népi emlékezet szerint a Gólási-dombon nemcsak vár volt, hanem hajdan egy község is megtelepedett itt, mégpedig Szamárfölde nevezetű falu.
Az írott forrásokban 1310-ben Jákusfölde szomszédságában említik a Szamárfölde nevű földet. Ez a Jákusfölde a mai Várfölde határába olvadt bele. Hasonlóképp Szamárfölde, amely a későbbi adatok tanúsága szerint Bázával, Kerettyével, Szentadorjánnal és Pördeföldével volt szomszédos. Várfölde és Pördeföle határában ma is megtalálhatók a Szamárfölde földrajzi nevek, azon a tájon feküdhetett a falu. A rendelkezésre álló adatok a Gólási-dombon középkori leleteket nem említenek, feltehetően a vaskori emlékeket tévesen későbbinek vélték a helybeliek.

## Közélete

### Polgármesterei
- 1990–1994: Bakon János (független)[3]
- 1994–1998: Tamás Endre (független)[4]
- 1998–2002: Tamás Endre (független)[5]
- 2002–2006: Bakon János (független)[6]
- 2006–2010: Tóth Péter (független)[7]
- 2010–2014: Tóth Péter (független)[8]
- 2014–2019: Tóth Péter (független)[9]
- 2019–2024: Molnár Péter (független)[10]
- 2024– : Molnár Péter (független)[1]

## Népesség
A település népességének változása:
| Lakosok száma | 132  | 126  | 119  | 94   | 106  | 106  | 107  |
|               | 2013 | 2014 | 2015 | 2021 | 2022 | 2023 | 2024 |

A 2011-es népszámlálás idején a nemzetiségi megoszlás a következő volt: magyar 99,2%. A lakosok 93,6%-a római katolikusnak, 4% felekezeten kívülinek vallotta magát.
2022-ben a lakosság 77,4%-a vallotta magát magyarnak, 0,9% németnek, 0,9% ukránnak, 3,8% egyéb, nem hazai nemzetiségűnek (20,8% nem nyilatkozott; a kettős identitások miatt a végösszeg nagyobb lehet 100%-nál). Vallásuk szerint 42,5% volt római katolikus, 2,8% református, 0,9% görög katolikus, 0,9% ortodox, 2,8% egyéb keresztény, 2,8% felekezeten kívüli (47,2% nem válaszolt).

## Nevezetességei
A kisközség szerkezetét tekintve halmaz jellegű, szalagtelkes falu. A Gutorföldéről megközelíthető, erdőkkel szegélyezett település eldugottnak mondható, és ennek minden előnyét magában hordozza: nagyon békés, csendes lakókörnyezet, tiszta a levegő, vadállományban gazdag. A községben üzemel egy, a Zalaerdő Rt. tulajdonában lévő vadászház, ahol külföldi vendégvadászok is megfordulnak.
A külterület nagymértékben erdősült. Emellett szántó és rét művelési ágú területek is szabdalják a tájat. Két szőlőhegy található a külterületen, a Rigó-hegy és az Újhegy. Felszíni vizekben igen gazdagok Szentpéterfölde völgyei: kettő tó, több vízfolyás és mocsár is található. Ezek szinte természetes élőhelyekként tarthatók számon.
A község gerincét jelentő fő belterületi út (Kossuth Lajos utca) széles, jól közlekedhető. A község központjának nevezhető, a helyi igazgatási épületeknek és a sportpályának helyet adó terület körbejárhatók közúton. Az ebből a térből majdhogynem sugárirányban a külterületek felé futó utak elkeskenyednek, gépkocsival már helyenként nehezen járhatók. Az utcahálózat mutatja a mezőgazdasági múltját a községnek. Itt a községközpontban volt valamikor a kondás háza, ahol valószínű az összegyülekezett állatokat ezeken a szűk utcákon terelte ki a legelőre vagy az erdőbe.

## Jegyzetek

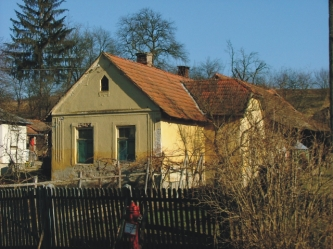
Szép állapotban lévő, értékes falusi lakóházak
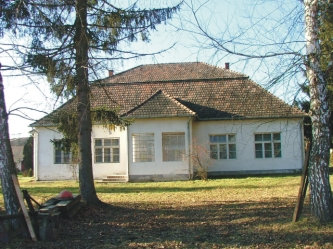
A meglévő művelődési ház több új funkciónak is teret adhat (pl.: konferenciaterem, bemutatóterem, falumúzeum, turistaszálló stb.)
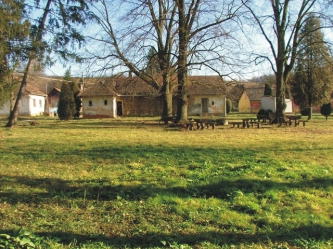
A központban lévő sportpálya mellett lévő füves terület és padok kellemes pihenőhelyként szolgálnak a túrázók számára, akár kempingezés céljából is. A mögötte lévő épület felújításával szálló létesítésére van mód
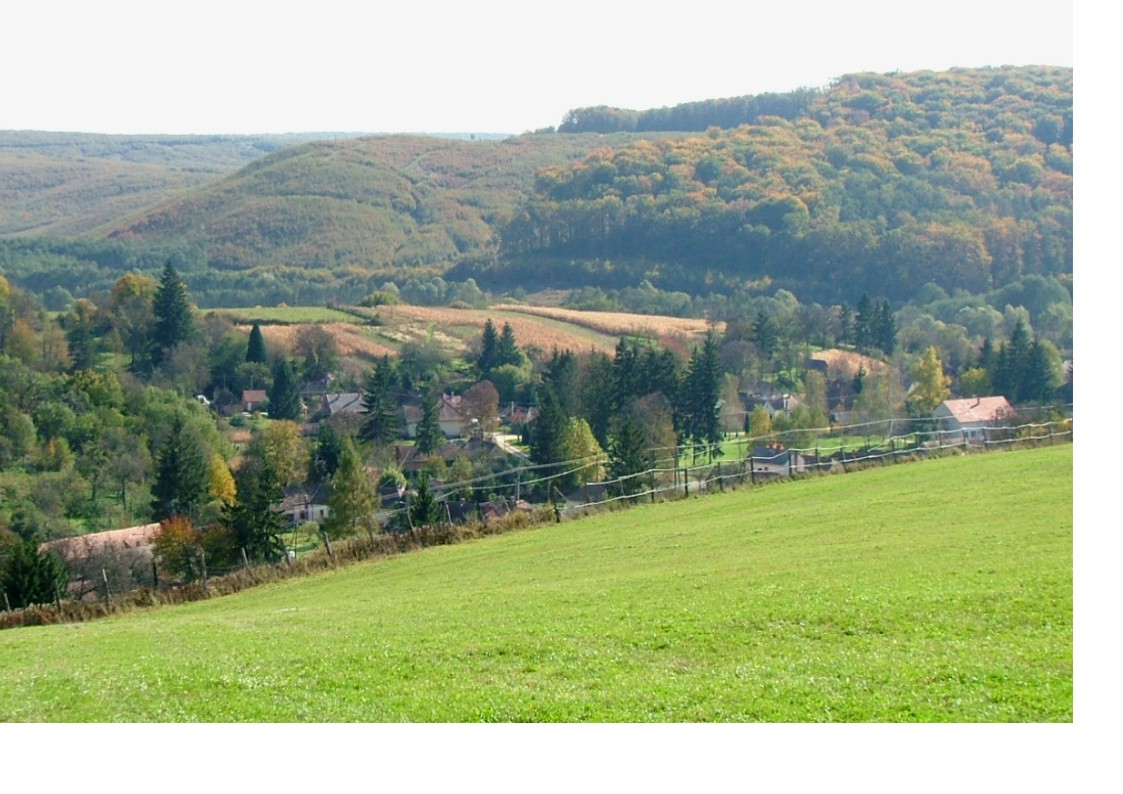
Szentpéterfölde látképe a Rigó-hegyről
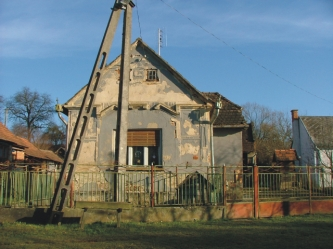
1920-as években épült, értékes vakolatmotívumokkal díszített falusi lakóépület